# Odontoplastik

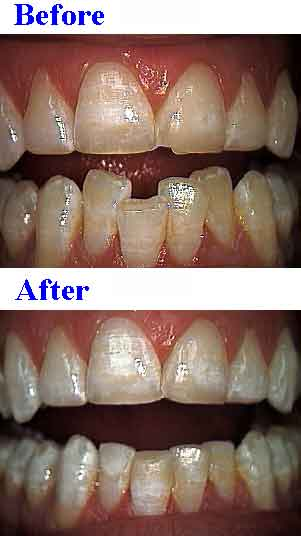
Zahnformen vor (Before) und nach (After) einer Odontoplastik und gleichzeitig durchgeführten additiven Maßnahmen

Unter Odontoplastik (griech.: ὀδών  ὀδούς -odon, odonto- „Zahn“,  πλάττειν, pláttein – bilden, formen, gestalten; engl.: Tooth shaping) versteht man in der Zahnmedizin die  Umformung von Zähnen aus ästhetischen Gründen, im Rahmen einer kieferorthopädischen Therapie oder zur Verbesserung der Hygienefähigkeit bei Fehlstellungen der Zähne. Hierzu werden Zähne im Schmelzbereich geringfügig beschliffen.
Die Odontoplastik besteht aus subtraktiven Maßnahme im Schmelzbereich eines oder mehrerer Zähne. Von der Odontoplastik sind Veränderungen der Zahnform durch additive Maßnahmen, wie Aufbauten durch Komposite (Kunststoffe), Veneers (Verblendschalen) oder Chips (partielle Veneers) abzugrenzen. Teilweise werden beide Verfahren bei einer Gesamtbehandlung kombiniert. Eine spezielle Form der Odontoplastik ist die Furkationsplastik im Rahmen einer parodontologischen Therapie.

## Präventive Odontoplastik
Zur Kariesprophylaxe können Zähne beispielsweise bei einem Frontzahnengstand in der Unterkieferfront verschmälert werden, um Plaqueretentionsstellen zu reduzieren. Ebenso können schwer mit der Zahnbürste zu erreichende  Nischen, Furchen oder Einziehungen umgestaltet und geglättet werden.

## Ästhetische Odontoplastik
Elongierte (verlängerte) Zähne können gekürzt werden, so dass der Schneidekantenverlauf in einer Linie erfolgt. Bei der häufiger vorkommenden Nichtanlage eines oberen seitlichen Schneidezahns kann der Eckzahn kieferorthopädisch zum Lückenschluss an die Stelle des seitlichen Schneidezahns bewegt werden. Der Eckzahn kann anschließend in die Form eines seitlichen Schneidezahns umgeschliffen werden. Ein leicht gedrehter Zahn kann durch die Kombination von Abtragen von Zahnsubstanz an der einen Seite und Auftragen von Komposit optisch „gedreht“ werden.

## Kieferorthopädische Odontoplastik
Bei einem Missverhältnis zwischen Zahnbogengröße und Frontzahnbreite kann durch eine Reduktion des Zahnschmelzes in den Approximalbereichen (Zahnzwischenräumen) Platz gewonnen werden, um kleinere Zahnstellungskorrekturen im Rahmen einer kieferorthopädischen Behandlung durchzuführen.

## Furkationsplastik
Plaqueretentionsstellen in Furkationen (Wurzelgabelungen) unterer Molaren bei Furkationsbefall Grad III und weit divergierenden Wurzeln können durch leichtes Beschleifen beseitigt werden.

## Honorierung
Weder die private Gebührenordnung für Zahnärzte (GOZ) noch der Bewertungsmaßstab zahnärztlicher Leistungen (BEMA) für Kassenpatienten sehen für eine Odontoplastik eine Gebührenpositionen vor. Die Leistung ist deshalb gemäß § 6 Abs. 1 der GOZ zu berechnen, wonach selbständige zahnärztliche Leistungen, die in das Gebührenverzeichnis nicht aufgenommen sind, entsprechend einer nach Art, Kosten- und Zeitaufwand gleichwertigen Leistung des Gebührenverzeichnisses berechnet werden können.